# Burschenschaft Vineta Heidelberg
Die Burschenschaft Vineta Heidelberg ist eine farbentragende und fakultativ schlagende Burschenschaft in Heidelberg. Sie gehört keinem Korporationsverband an und ist eine politisch und konfessionell ungebundene Gemeinschaft von Studenten und ehemaligen Studenten der Ruprecht-Karls-Universität Heidelberg und umliegender Hochschulen. Die Mitglieder werden Vineten genannt.

## Couleur und Wahlspruch
Die Farben der Vineta sind hellblau – weiß – schwarz. Das Couleur geht auf die Verbundenheit der Vineta mit dem Meer zurück. Hellblau wie der Himmel, weiß wie die Gischt und schwarz wie die Tiefe der See.
Burschen tragen ein hellblau-weiß-schwarzes Band mit silberner Perkussion. Füchse tragen kein Fuchsenband. Es wird eine blaue Mütze getragen.
Der Wahlspruch  der Vineta lautet: amico pectus, hosti frontem (lat. für „Dem Freunde die Brust, dem Feinde die Stirn“). Der Wahlspruch drückt in besonderer Form das Freundschafts- und Lebensbundprinzip der Mitglieder der Vineta aus.

## Geschichte

### Gründungszeit
Am 10. Juli 1879 stifteten sieben Heidelberger Abiturienten die schwarze, schlagende Verbindung Vineta. Die Gründer waren bereits ab 1874 befreundet und pflegten den Rudersport auf dem Neckar in einem eigenen Vierer, dem sie zur Erinnerung an die Korvette gleichen Namens, die in den Jahren 1865–1868 als erstes deutsches Kriegsschiff die Welt umsegelte, den Namen Vineta gaben. Bedingt dadurch, dass zwei der Gründer, Leopold Freiherr von Dusch und Julius Fischer, Söhne von Heidelberger Universitätsprofessoren und Rektoren waren, gewann die neue Korporation schnell an Ansehen. 1909 wandelte sich die Vineta in eine Burschenschaft um und wurde 1910 in den Korporationsverband der Deutschen Burschenschaft (DB) aufgenommen. Die Burschenschaften Brunsviga Göttingen, die Alemannia Bonn und Teutonia Freiburg schickten zur Entwicklung Unterstützungsburschen nach Heidelberg.

Die Vineta als Mitglied der Deutschen Burschenschaft (1915)

### Die Zeit der zwei Weltkriege
Nachdem sich die DB 1935 aufgelöst hatte, wurde auch die Auflösung der Burschenschaft Vineta beschlossen. An ihrer Stelle wurde die Kameradschaft Carl Cleinow gegründet. Namensgeber war einer der Göttinger Unterstützungsburschen, der im Ersten Weltkrieg als Jagdflieger gekämpft hatte und 1918 in Frankreich gefallen war. Die Kameradschaft blieb bis zum Ende des Zweiten Weltkriegs bestehen.

### Nachkriegszeit
1948 fand die erste Mitgliederversammlung nach dem Zweiten Weltkrieg statt, kurze Zeit später gab es wieder einen Aktivenbetrieb. 1951 trat die Vineta wieder in die Deutsche Burschenschaft ein. 1963 wurde die Vineta für ein Jahr von der Deutschen Burschenschaft suspendiert, weil sie einen türkischen Staatsangehörigen aufgenommen hatte. Daraufhin folgte auch der Ausschluss ebendieses Mitgliedes aus der Vineta. 1969 wurde die Vineta erneut suspendiert und auf dem Burschentag 1970 ausgeschlossen, da sie das Prinzip des Pflichtschlagens aufgegeben hatte. Nach Umbruchserscheinungen in der DB trat sie 1972 jedoch wieder ein, nachdem die Deutsche Burschenschaft die Bestimmungsmensur abgeschafft hatte.

### Seit 1990
1991 trat die Vineta endgültig aus der Deutschen Burschenschaft aus und war 1992 Gründungsmitglied der liberalen Vereinigung deutscher Burschenschaften. 1998 wurde die Vereinigung deutscher Burschenschaften aufgelöst, wobei eine Vielzahl der Mitglieder später die Neue Deutsche Burschenschaft (NeueDB) gründete. Seitdem ist die Vineta eine freie Burschenschaft ohne Verband. Seit 2016 unterhält Vineta ein enges Freundschaftsverhältnis zu Alemannia Freiburg.

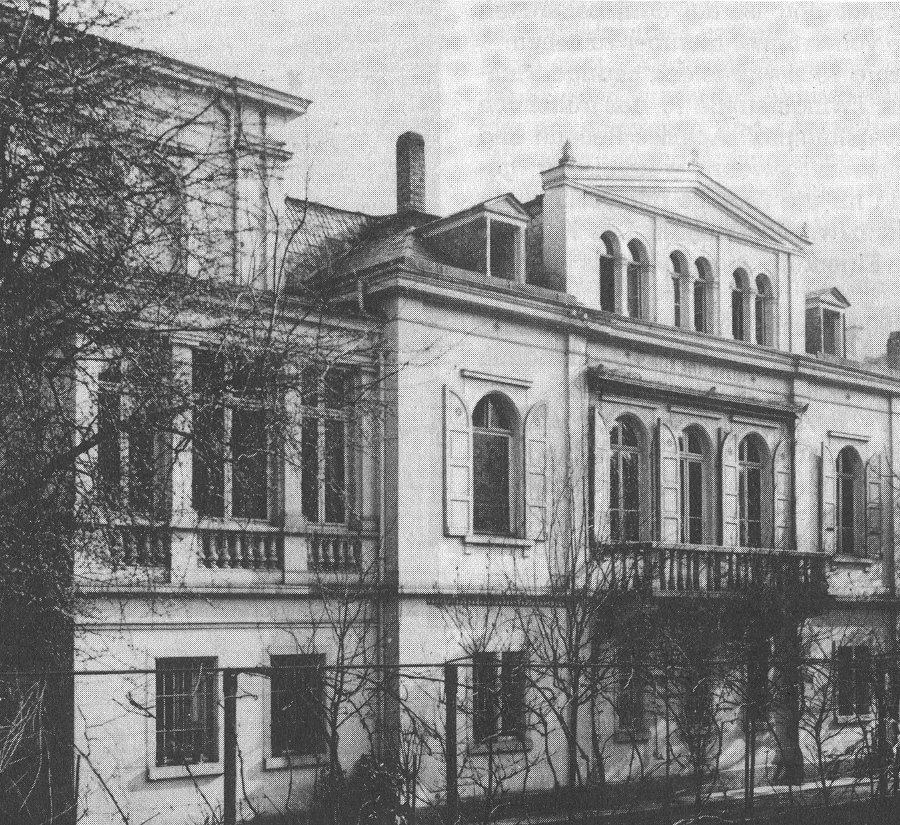
Das Vinetenhaus Anfang des 20. Jahrhunderts

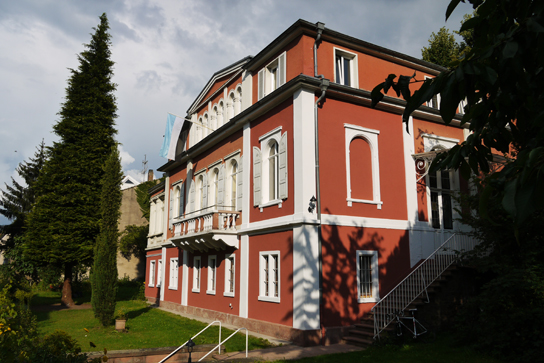
Das Vinetenhaus, 2012

## Vinetenhaus
Das Vinetenhaus wurde Mitte des 19. Jahrhunderts erbaut. 1906 ging es in den Besitz der Vineta über. Heute ist das Haus in der Zwingerstraße 10 in Heidelberg zentraler Treffpunkt aller Mitglieder.

## Wappen
Das Wappenschild ist geviert. Das obere linke Feld enthält die Farben der Vineta in hellblau, weiß und schwarz. Rechts daneben ist ein Segelschiff abgebildet, welches Bezug auf die Vineta sowie auf die maritim geprägte Sage der untergegangenen Ostseestadt Vineta nimmt. Im unteren linken Feld befindet sich das Bundeszeichen mit zwei gekreuzten Korbschlägern im Lorbeerkranz und dem darin geschriebenen Stiftungsdatum. Rechts daneben ist der Zirkel mit den Buchstaben V, C, F, V abgebildet, welche für Vivat, Crescat, Floreat, Vineta stehen.
Auf dem Wappenschild ist der Ritterhelm mit Königskrone dargestellt. Als Helmzier wurden drei Straußenfedern in den Farben der Verbindung und der dementsprechend gleichfarbigen Wappendecke gewählt.

## Bekannte Mitglieder
- Gustav Altfelix (1859–1934), Oberbürgermeister und Ehrenbürger von Lahr/Schwarzwald
- Julius Berendes (1907–2001), Professor der Medizin, Direktor der Hals-Nasen-Ohren-Klinik in Marburg
- Friedrich Bernhard (1897–1949), Professor der Medizin in Gießen, Pionier der Herztransplantation
- Erich Brandenburg (1868–1946), Professor der Geschichte, Rektor der Universität Leipzig, Hrsg. der Historischen Vierteljahrsschrift
- Friedrich Brie (1880–1948), Professor der Anglistik, Rektor der Universität Freiburg
- Ernst-Christoph Brühler (1891–1961), Bundestagsabgeordneter (DP)
- Karl Buzengeiger (1872–1948), Präsident des Oberlandesgerichts Karlsruhe
- Gert-Ulrich Buurman (1936–2013), Pädagoge, Rektor des Internats Landschulheim Steinmühle
- Friedrich Denzel (1887–1952), Regierungsrat in Pforzheim
- Kurt Ditzen (1891–1982), Zeitungsverleger (Nordwestdeutscher Verlag Ditzen & Co., Nordseezeitung)
- Julius Dörffel (1900–1953), Mediziner, Hochschullehrer, SA-Brigadearzt
- Bruno Eichhorn (1864–1926), preußischer Verwaltungsjurist und Landrat
- Alfred Franck (1878–1963), Landtagsabgeordneter der Nationalliberalen Partei, Präsident der Berufsgenossenschaft Karlsruhe
- Ernst Frech (1866–1930), Oberamtmann und Landrat
- Rudolf Frey (1917–1981), Gründer des „Club of Mainz“ (heute „World Association for Disaster and Emergency Medicine“, WADEM), erster Lehrstuhlinhaber für Anaesthesiologie in der Bundesrepublik Deutschland
- Heinz Gebauer (1902–1955), Oberbürgermeister von Wuppertal
- Karl Groos (1861–1946), Psychologe und Professor der Philosophie, Entdecker der psychologischen und biologischen Bedeutung des Spiels
- Heinrich Groß (1878–1967), Landrat in Freiburg
- Willy Haubrichs (1911–1982), Professor für Steuerrecht, Präsident des Bundes der Steuerzahler
- Lothar Heffter (1862–1962), Mathematiker und Ehrenmitglied der Deutschen Mathematiker-Vereinigung (DMV), Rektor der Universität Freiburg, Ehrenbürger der Universität Freiburg
- Richard Hepp (1872–1929), Oberamtmann bzw. Landrat in Müllheim und Lahr
- Robert Leimbach (1876–1914), Chemiker
- Rudolf Obkircher (1859–1916), Mitglied des Deutschen Reichstags
- Franz Popp (1865–1934), Landrat in Baden
- Max Roser (1880–1954), Reichsbahndirektor
- Karl Sack (1896–1945), Jurist und Widerstandskämpfer gegen den Nationalsozialismus um Stauffenberg
- Enrique Sattler (1863–1944), Chirurg in Bremen, Generaloberarzt
- Fritz Schneider (1916–2006), Justizminister von Rheinland-Pfalz (FDP)
- Theodor Seitz (1863–1949), Kolonialpolitiker, Generalgouverneur von Kamerun
- Benno Eide Siebs (1891–1977), Landrat und Heimatforscher
- Gerhard Thomsen (1899–1934), Professor der Mathematik in Rostock
- Alfred Tritscheler (1870–1935), Landrat in Rastatt
- Bernhard Weinhardt (1901–1983), Präsident der deutschen Luft- und Raumfahrtindustrie, Geschäftsführer der Airbus GmbH

Mitgliederverzeichnis:
- Willy Nolte (Hrsg.): Burschenschafter-Stammrolle. Verzeichnis der Mitglieder der Deutschen Burschenschaft nach dem Stande vom Sommer-Semester 1934. Berlin 1934. S. 1052–1053.